# Karl-Christian Zahn
Karl-Christian Zahn (* 25. Juli 1932 in Jannowitz, Landkreis Hirschberg im Riesengebirge, Provinz Niederschlesien; † 6. August 2007 in Dorsten, Kreis Recklinghausen) war ein deutscher Politiker (CDU), langjähriger Stadtdirektor der Stadt Dorsten und von 1995 bis 1999 der erste hauptamtliche Bürgermeister von Dorsten. Er war Träger des Verdienstordens der Bundesrepublik Deutschland.

## Leben
Karl-Christian Zahn war promovierter Jurist, verheiratet und Vater zweier Töchter. Eine Beschäftigung fand er zunächst in Hildesheim und später bei der Niedersächsischen Landesregierung. 1971 wurde er zum Direktor des Amtes Hervest-Dorsten gewählt. Mit der kommunalen Neugliederung 1975 wurde er Stadtdirektor der Stadt Dorsten und hatte dieses Amt bis 1995 inne. Von 1995 bis 1999 war er der erste hauptamtliche Bürgermeister Dorstens.
Ehrenamtlich war Karl-Christian Zahn jahrelang als Vorsitzender der Lebenshilfe Dorsten e.V. und des Stadtverbandes Dorsten des Deutschen Roten Kreuzes tätig. Er starb am 6. August 2007 in Dorsten.